# Lista de municípios da Colômbia
Os municípios da Colômbia correspondem ao segundo nível de divisão administrativa da Colômbia. A Colômbia possui 1.102 municípios, incluindo os 10 distritos considerados municípios.

## Departamento Amazonas

Municípios do departamento Amazonas e os Corregimentos departamentais.

O departamento Amazonas é formado por dois municípios e nove corregimentos departamentais (corregimientos departamentales).
Municípios
1. Leticia
2. Puerto Nariño

Corregimentos departamentais
1. El Encanto
2. La Chorrera
3. La Pedrera
4. La Victoria
5. Mirití-Paraná
6. Puerto Alegría
7. Puerto Arica
8. Puerto Santander
9. Tarapacá

## Departamento Antioquia

Municípios de Antioquia.

| - Abejorral - Abriaquí - Alejandría - Amagá - Amalfi - Andes - Angelópolis - Angostura - Anorí - Anzá - Apartadó - Arboletes - Argelia - Armenia - Barbosa - Bello - Belmira - Betania - Betulia - Bolívar - Briceño - Buritica - Cáceres - Caicedo - Caldas - Campamento - Cañasgordas - Caracolí - Caramanta |  | - Carepa - Carmen de Viboral - Carolina del Príncipe - Caucasia - Chigorodó - Cisneros - Cocorná - Concepción - Concordia - Copacabana - Currulao - Dabeiba - Don Matías - Ebejico - El Bagre - El Santuario - Carmen de Viboral - Entrerríos - Envigado - Fredonia - Frontino - Giraldo - Girardota - Gómez Plata - Granada - Guadalupe - Guarne - Guatape |  | - Heliconia - Hispania - Itagüí - Ituango - Jardín - Jericó - La Ceja - La Estrella - La Pintada - La Unión - Liborina - Maceo - Marinilla - Medellín - Montebello - Murindó - Mutatá - Nariño - Nechi - Necoclí - Olaya - Peñol - Peque - Pueblorrico - Puerto Berrío - Puerto Nare - Puerto Triunfo - Remedios |  | - Retiro - Rionegro - Sabanalarga - Sabaneta - Salgar - San Andrés - San Carlos - San Francisco - San Jerónimo - San José de la Montaña - San Juan de Urabá - San Luis - San Pedro de los Milagros - San Pedro de Urabá - San Rafael - San Roque - Santa Bárbara - Santa Fe de Antioquia - Santa Rosa de Osos - Santo Domingo - San Vicente - Segovia |  | - Sonsón - Sopetrán - Támesis - Tarazá - Tarso - Titiribí - Toledo - Turbo - Uramita - Urrao - Valdivia - Valparaíso - Vegachi - Venecia - Vigía del Fuerte - Yalí - Yarumal - Yolombo - Yondó - Zaragoza |

## Departamento Arauca

Municípios de Arauca.

1. Arauca
2. Arauquita
3. Cravo Norte
4. Fortul
5. Puerto Rondón
6. Saravena
7. Tame

## Departamento Atlántico

Municípios do departamento Atlántico.

1. Baranoa
2. Barranquilla
3. Campo de la Cruz
4. Candelaria
5. Galapa
6. Juan de Acosta
7. Luruaco
8. Malambo
9. Manatí
10. Palmar de Varela
11. Piojó
12. Polonuevo
13. Ponedera
14. Puerto Colombia
15. Repelon
16. Sabanagrande
17. Sabanalarga
18. Santa Lucía
19. Santo Tomás
20. Soledad
21. Suán
22. Tubará
23. Usiacurí

## Bogotá

Área urbana de Bogotá e a capital distrital.

Bogotá é dividida em 20 localidades:
1. Antonio Nariño
2. Barrios Unidos
3. Bosa
4. Chapinero
5. Ciudad Bolívar
6. Engativá
7. Fontibon
8. Kennedy
9. La Candelaria
10. Los Mártires
11. Puente Aranda
12. Rafael Uribe Uribe
13. San Cristóbal
14. Santa Fe
15. Suba
16. Sumapaz
17. Teusaquillo
18. Tunjuelito
19. Usaquén
20. Usme